# Gomori Nyakas
Gomori Nyakas es una variedad cultivar de ciruelo (Prunus domestica), de las denominadas ciruelas europeas.
Una variedad de ciruela que fue descubierta en la década de 1870, gracias a József Pólya en Condado de Gömör (Hungría).
Las frutas de un tamaño pequeño a medio, color de la piel negro azulado con puntos marrones, cubierta con una fina capa de pruina azul, y su pulpa de color amarillo verdoso, textura firme, ligeramente jugosa, con un sabor subácido a ligeramente dulce.

## Sinonimia
- "Gömöri nyakas szilva".[2]

## Historia
'Gomori Nyakas' variedad de ciruela de cuello 'Gömör', como su nombre indica, es originaria del Condado de Gömör (Hungría), y fue descubierta en la década de 1870, gracias a József Pólya.
'Gomori Nyakas' está cultivada en la National Fruit Collection (Colección Nacional de Fruta) de Reino Unido, con el número de accesión: 1948 - 453 y nombre de accesión : Gomori Nyakas. Recibido por "The National Fruit Trials" (Probatorio Nacional de Frutas) en 1948 de ejemplar procedente de la Universidad de Agricultura, Budapest, (Hungría).

## Características
'Gomori Nyakas' árbol que tiene un fuerte crecimiento y su copa tiene un sistema de ramas aireado. Es una raza resistente a diversas condiciones climáticas, y resistente a las enfermedades, que se puede cultivar con éxito en la mayor parte de Hungría, de donde procede. Produce cosecha regularmente. Tiene un tiempo de floración que comienza a partir del 14 de abril con el 10% de floración, para el 18 de abril tiene una floración completa (80%), y para el 26 de abril tiene un 90% de caída de pétalos.
'Gomori Nyakas' tiene una talla de tamaño pequeño a medio, de forma  irregular, en forma de huevo, siendo la sutura visible, con peso promedio de 21.20 g;epidermis tiene una piel gruesa, que se separa fácilmente de la pulpa, siendo el color de la piel negro azulado con puntos marrones, cubierta con una fina capa de pruina azul; Pedúnculo de longitud corto, y anchura bastante grueso (promedio 10.18 mm), engrosado en su parte alta, muy adherente a la carne, situado en cavidad peduncular bastante profunda; pulpa de color amarillo verdoso, textura firme, ligeramente jugosa, con un sabor subácido a ligeramente dulce. Un tipo de ciruela pasa..
Hueso no adherido, grande, elíptico redondeado, surcos discontinuos, polo pistilar muy amplio, superficie escabrosa con frecuentes orificios junto al borde dorsal.
Madura de manera desigual, su tiempo de recogida de cosecha se inicia en su maduración a finales de agosto a principios de septiembre. Su característica ventajosa es que su fruto apenas cae. Debido a su piel gruesa gruesa, se puede almacenar bien incluso después de la recolección.

## Cultivo
Utilizada como ciruela de postre, pero mejor como ciruela de cocina. La floración es medianamente temprana y autofértil.